# Huapango
Le huapango, appelé aussi son huasteco, est un genre musical mexicain. Il se joue dans les régions huaxtèques des états de  Veracruz, Hidalgo, San Luis Potosí, Tamaulipas, Querétaro et Puebla. Sur le plan musical : la gamme est en do majeur, l'accord est en harmonie avec le son sec émis par la jarana, le rythme 6/8 est imposé par la quinta huapanguera (une sorte de grosse guitare), le violon soutient la mélodie, deux voix chantent en fausset, et le tout est accompagné de roulements de talons (zapateados).

## Histoire

### Origines
Le mot huapango pourrait dériver du  vocable nahuatl cuauhpanco, qui signifie littéralement « sur la tarima »  . Autre origine possible du mot huapango :  le mot fandango, qui désigne les fêtes pendant lesquelles on joue le son huasteco.
On fait remonter l'origine du huapango au XVIIe siècle.  Il proviendrait de l'adaptation de l'instrumentation d'origine européenne aux traditions musicales indigènes, auxquelles auraient été ajoutés la rythmique 6/8, le chant (en voix de fausset, accentué à chaque 3/4 de mesure) et le zapateo (roulements de talons sur le plancher), tous éléments  qui rapprochent nettement le huapango du flamenco.

### Évolution
Depuis, le genre huapango, après avoir subi l'influence (et la concurrence) non seulement de la musique du Nord du Mexique mais aussi de la musique tropicale des Caraïbes, reprend de la vigueur et de l'authenticité.[réf. nécessaire]
Depuis les années 1990, les habitants de la région huastèque cherchent à rendre son originalité et sa pureté à leur huapango : les stations de radio locales favorisent la diffusion de morceaux originaux exécutés par des groupes régionaux, et des trios classiques éditent des disques et effectuent des tournées afin de faire connaître leur musique originale.[réf. nécessaire]

## Caractéristiques
L'ensemble huapanguero traditionnel, appelé trio huastèque, voit associer au zapateo (roulements de talons) et au chant à deux voix de fausset, le violon, qui assure la ligne mélodique du morceau, et deux autres instruments à cordes  qui soutiennent le rythme et l'harmonie. Ce sont : la quinta huapanguera (une guitare à 5 ou 8 cordes, dont la caisse est plus grosse que celle des guitares usuelles)  -  et la jarana huastèque (un cordophone à 8 cordes qui ressemble à une petite guitare). L'accord est en Do majeur, et il doit être en harmonie avec le timbre sec de la jarana, tout en s'unissant au rythme imposé par la quinta.
Le chant est assuré par deux voix en duo. Parfois les deux chanteurs alternent, selon deux possibilités : soit une voix chante les deux premiers vers d'un couplet, et la deuxième voix les répète, soit la deuxième voix répond à la première, en chantant les deux vers suivants du couplet. Ainsi, dans un huapango des plus populaires (qui a pour nom El Querreque), deux musiciens, tout en s'accompagnant de leurs instruments, s'interpellent vertement tour à tour, en bouts rimés. Pendant que les musiciens chantent, le violon arrête de jouer, et le zapateado se fait plus léger.

## Dans la culture populaire
Le huapango est adopté (et transformé) par les groupes de mariachis à partir du XXe siècle, et on a donc pris l'habitude, hors du Mexique, de l'entendre chanter plutôt par ces groupes que par le trio huastèque traditionnel. Cependant les mariachis jouent d'instruments différents : trompette, violon, guitarron (grande  guitare), et vihuela (autre sorte de guitare ; en espagnol, la vièle s'appelle vihuela de arco). De plus les mariachis modulent plus longuement la voix de fausset, et ils ont supprimé le zapateado. 
Un film a permis au huapango d'avoir une large audience en France dès 1954 : Les Orgueilleux de Yves Allégret (1953). Dans un bar d'Alvarado (État de Veracruz d'Ignacio de la Llave, Mexique ), Georges, une épave humaine (jouée par Gérard Philipe), mendie un peu d'alcool. Le patron de la cantina crie à son orchestre : « Assez de La Viña, jouez un huapango ! Georges va danser pour mériter sa bouteille de tequila ! ». Le patron blanc et riche du Mexique des années 1950 a-t-il choisi un huapango à dessein, le connotant comme musique indigène de bas étage, bonne pour une séance d'humiliation publique ?
La célèbre chanson America, composée en 1957 par Leonard Bernstein pour sa comédie musicale West Side Story, est un huapango. Il en est de même pour Cucurrucucú paloma, chanson popularisée par de nombreux artistes.

## Dans le monde
- Marie Laforêt : La Petenera[5]
- JP Moncayo - Huapango (Alondra de la Parra, Orchestre de Paris)